# Саласар, Рамон
Рамо́н Саласа́р (исп. Ramón Salazar; род. 28 мая 1973, Малага) — испанский кинорежиссёр, сценарист, актёр.
Учился в Высшей школе драматического искусства в родной Малаге на актёра, позднее изучал искусство кино в Мадриде. Участвовал в работе над фильмом «Три метра над уровнем неба» в качестве сценариста.

## Фильмография
- 2011: 10.000 noches en ninguna parte
- 2010: Tres metros sobre el cielo / Три метра над уровнем неба (сценарий)
- 2005: 20 centímetros / 20 сантиметров
- 2002: Piedras
- 1999: Hongos